# Qiu Zhu
Qiu Zhu, en chino simplificado 仇珠, (Taicang, activa como artista desde 1565 a 1585), comúnmente conocida como Miss Qiu y por su nombre artístico Duling Neishi en chino, 杜陵内史, fue una pintora china durante la dinastía Ming, conocida por sus pinturas con figuras (en lugar de paisajes), incluidas varias representaciones de la diosa Guanyin.

## Biografía
Qiu Zhu nació en el condado de Taicang, prefectura de Suzhou, hija de Qiu Ying (1494? - 1552), uno de los Cuatro Maestros de la dinastía Ming. Poco se sabe de su vida y se supone que aprendió a pintar de su padre. Posiblemente estuvo casada con You Qiu (尤求), un artista influenciado por su padre y generalmente se cree que es su yerno, aunque esto ha sido cuestionado por algunos estudiosos. En su vida posterior, Qiu Ying vivió en la finca de su patrón, el coleccionista Xiang Yuanbian, y ella también podría haber vivido allí. Mantuvo una estrecha relación con la familia Xiang después de la muerte de su padre, y al menos una de sus obras existentes lleva el sello de un miembro de la familia Xiang.

## Trayectoria

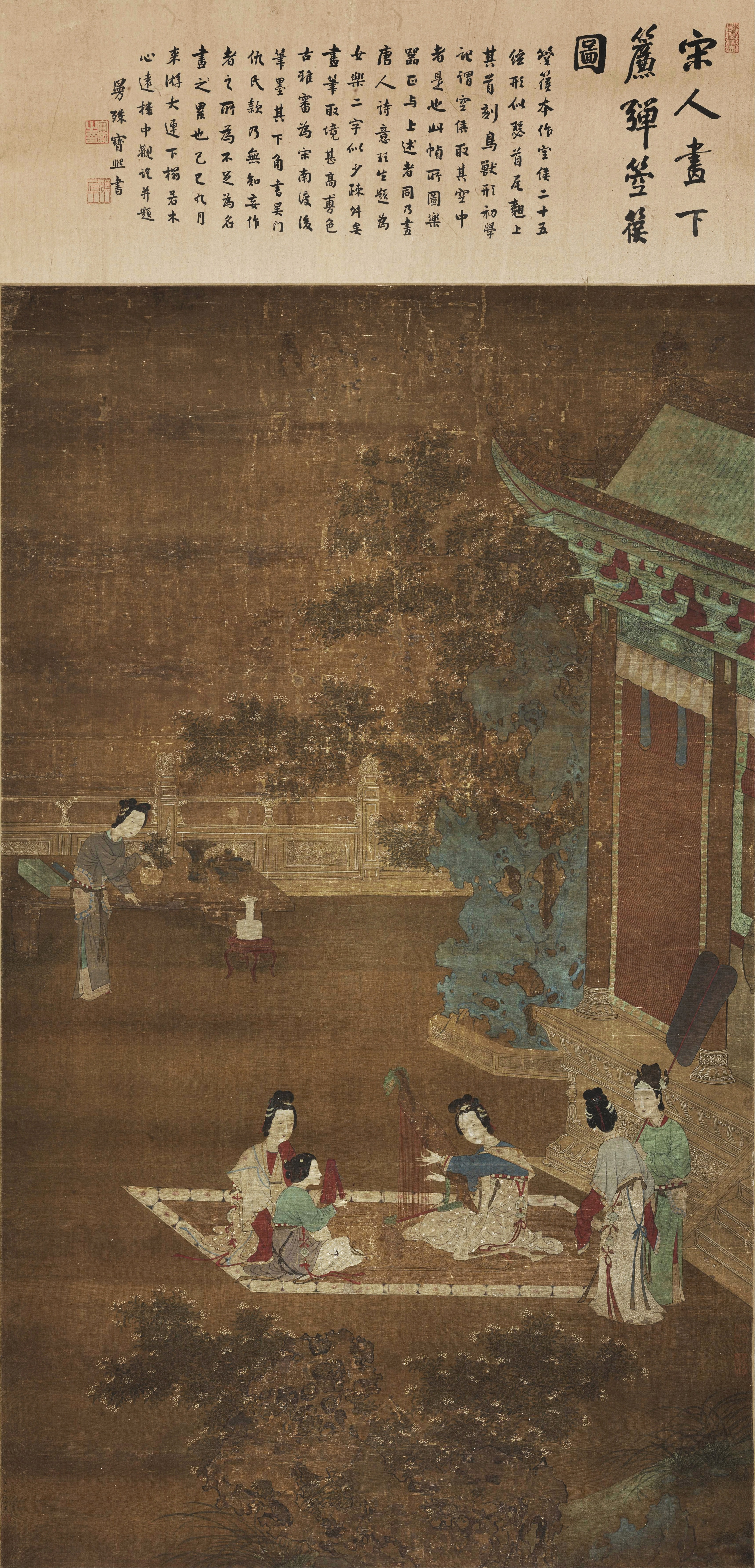
Pintura de mujeres tocando instrumentos musicales, colección del Museo de la Ciudad Prohibida, Pekín

Qiu Zhu estuvo activa como artista desde alrededor de 1565 hasta 1585. Fue comisionada para producir pinturas para regalos de cumpleaños, o para complementar obras de caligrafía. También recibió encargos de diseño de ilustraciones para la caligrafía de Wang Chong del poema narrativo Ninfa del río Luo. Esto sugiere que su trabajo fue bien recibido, ya que se tenía en alta estima a Wang.
Un erudito posterior de la dinastía Ming consideró a Qiu Zhu como un "Li Gonglin entre las mujeres". Li Gonglin fue un artista muy respetado en su época. Qiu Zhu se destaca por su uso de pinceladas firmes y dibujos delicados.
El tema más famoso de Qiu Zhu es Guanyin, el bodhisattva de la compasión especialmente atractivo para las mujeres, y sus pinturas de la diosa han sido descritas como "misteriosamente trascendentes". Los 24 retratos de Guanyin se presentan en un álbum alternándolos con breves pasajes de texto. Están en tinta dorada sobre papel negro y se inspiraron en un álbum de grabados en madera de Ding Yunpeng (1547–1628) que se había basado en un pergamino de Li Gonglin. Su aclamada pintura, Guanyin en túnica blanca, se encuentra en la colección del Museo Nacional del Palacio en Taipei. También pintó otras figuras religiosas, como su pintura de abanico Una mujer inmortal daoista, posiblemente Chang'e.
Sus temas no religiosos son principalmente mujeres en su tiempo libre: jugar xiangqi bajo flores de ciruelo, jugar un guqin bajo árboles wutong, sentarse en un escritorio o jugar con un loro. También pintó mujeres que celebraban el Qi xi, que es un festival en honor a la Sirvienta Tejedora, el espíritu patrón del trabajo de las mujeres, equivalente a la tejedora Ariadna occidental.
Qiu Zhu fue considerado una pintora muy refinada, que influyó entre otros, en Wen Shu.

## Obras
- Ninfa del río Luo[1]
- Guanyin de túnica blanca[2]

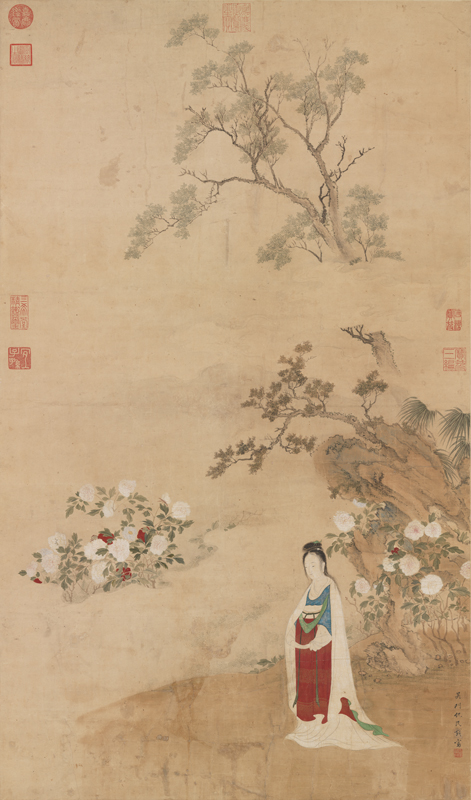
Inspirado en un poeta Tang, colección del Museo del Palacio Nacional, Taipei

- Retratos de Guanyin. Álbum de 26 hojas. Oro sobre papel negro.[4]
- Flores de ciruelo y peonías. Pintura de abanico.[8]
- Inspirado por un poeta Tang